# Политика самоусиления
Движение самоусиления (кит. упр. 自强运动, палл. Цзыцян юньдун) или Движение по усвоению заморских дел (кит. упр. 洋务运动, палл. Янъу юньдун) — этап истории Цинской империи от Второй Опиумной войны до Первой японо-китайской войны (1861—1895 гг).

## Предыстория

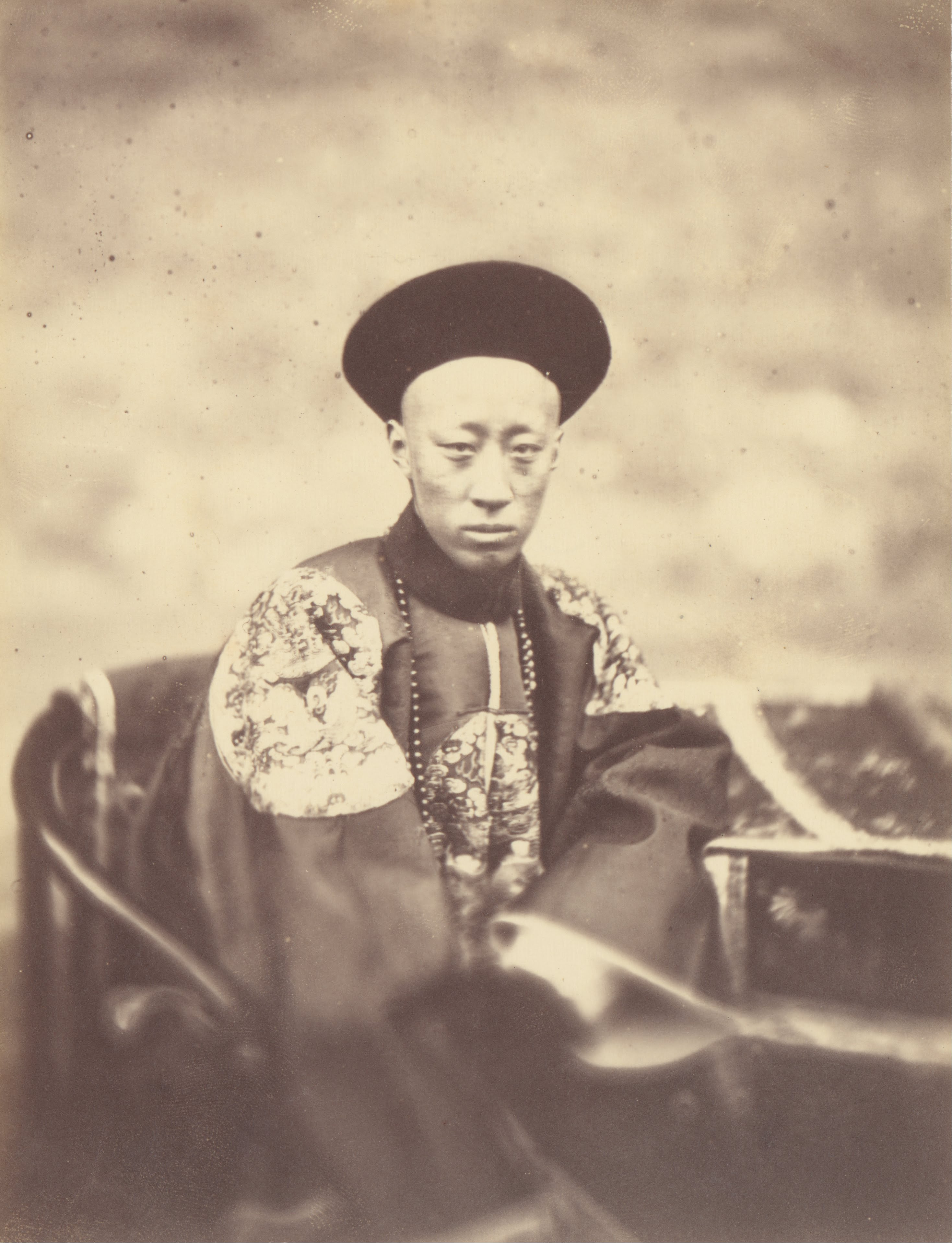
Великий князь Гун

В середине XIX века Цинская империя сильно пострадала от восстания тайпинов и потерпела сокрушительные поражения в Опиумных войнах. Череда поражений явилась побудительным мотивом к поиску путей выхода из создавшегося положения. Пытаясь разобраться в причинах побед Запада и поражений Китая, идеологи политики преобразований прежде всего обратили внимание на те сферы, где превосходство европейских держав было наиболее очевидным — на военно-техническую мощь иностранных держав.
Учёный Вэй Юань ещё в 1844 году написал «Географическое описание заморских государств», в котором, помимо сведений по географии, экономике и политическим институтам зарубежных государств, изложил и собственные рекомендации правительству. Предложения Вэй Юаня включали строительство арсеналов для производства современного оружия, верфей для сооружения паровых судов, реорганизацию армии, учреждение организаций, предназначенных для сбора сведений о западном мире (включая переводы иностранной литературы), реформу системы подготовки офицеров армии и флота.
Другой известный учёный, Фэн Гуйфэнь, во время борьбы с тайпинами командовал военным отрядом, а в 1860 году прибыл в Шанхай, где смог познакомиться с западными достижениями. Он сумел легитимизировать на основе конфуцианской традиции саму идею восприятия достижений чуждой культуры. С его точки зрения, превосходство морально-этических принципов конфуцианства было несомненным, поэтому, допуская заимствование паровых судов и современного огнестрельного оружия, следовало сохранять верность конфуцианскому учению: «восточное учение — основное; западное учение — прикладное».
После поражения Китая во Второй Опиумной войне в дискуссию о путях выхода из создавшегося положения были вовлечены высшие сановники империи. Глава налогового приказа Айсиньгёро Сушунь, бывший фаворитом императора, объединил вокруг себя противников нововведений, выступавших за восстановление изоляции страны. Этой группе противостояли сановники во главе со сводными братьями императора — великим князем Гуном и великим князем Чунем. В январе 1861 года на имя императора был направлен меморандум за подписью великого князя Гуна, в котором предлагалось создать специальный орган для разработки политики, призванной найти пути выхода из кризиса в отношениях Цинской империи с внешним миром, который назвать Цзунли ямэнь.
22 августа 1861 года император скончался. Трон унаследовал его пятилетний сын Цзайчунь, правивший под девизом «Тунчжи», который был рождён от Драгоценной наложницы И. Покойный император перед смертью назначил для управления государством в период несовершеннолетия сына регентский совет из шести придворных и двух князей, старшим в котором был князь Айсиньгёро Сушунь. В ноябре 1861 Великий князь Гун вошёл в сговор с Драгоценной наложницей И, и в результате дворцового переворота Сушунь был казнён, двум князьям пришлось совершить самоубийство, а придворных из регентского совета лишили власти. Новыми сорегентами стали Драгоценная наложница И (сменившая титул на «Вдовствующая императрица Цыси») и Вдовствующая императрица Цыань, а великий князь Гун был назначен Князем-регентом. В результате сторонники нововведений получили прочные позиции при дворе.

## Ход событий

### Преобразования
Основной целью лидеров «самоусиления» была модернизация армии и флота путём оснащения их иностранным оружием и техникой. В одном из меморандумов великого князя Гуна говорилось:
При всестороннем исследовании политики самоусиления становится очевидным, что главным в ней является подготовка войск, а подготовку войск необходимо начинать с производства оружия.
Другой видный лидер «самоусиления», Ли Хунчжан, в одном из своих меморандумов написал:
Сегодня главным способом обороны от врагов и основой самоусиления является производство машин.

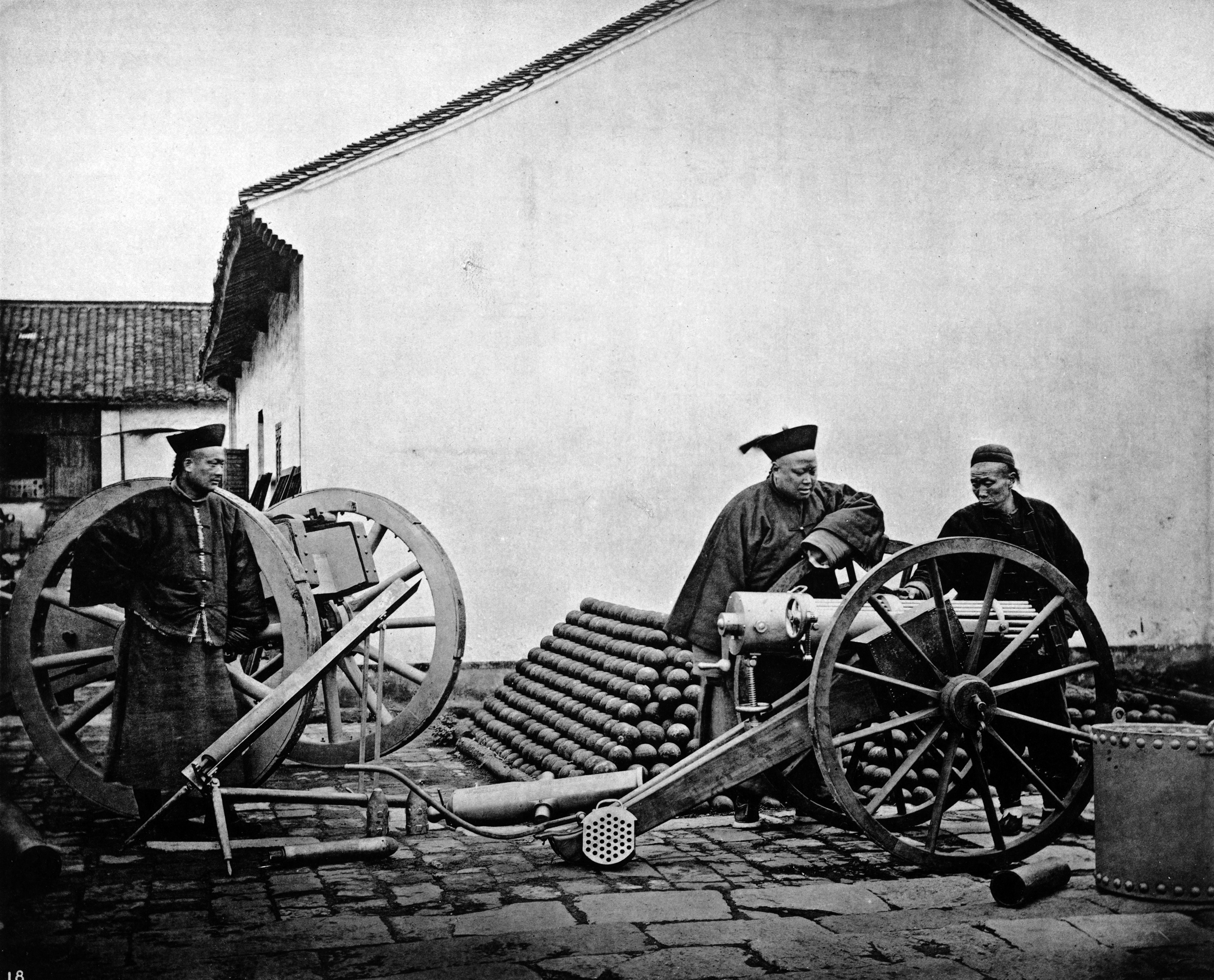
Цзиньлинский арсенал в Нанкине, построенный в 1865 году Ли Хунчжаном

В 1861 году Цзэн Гофань создал в Аньцине первый современный арсенал. Затем арсеналы, а впоследствии и механические заводы и верфи появились в Сучжоу, Шанхае, Нанкине, Тяньцзине, Сиане, Гуанчжоу, Чэнду и других крупных городах. При этом центральными правительственными ведомствами эти предприятия контролировались лишь номинально; в действительности они находились в руках региональных военачальников. Всего в 1860—1890-х годах в Китае в рамках казённого сектора было создано около 20 промышленных предприятий, связанных с военным производством, на которых было занято примерно 10 тысяч рабочих. Продукция, производимая на этих фабриках, минуя рынок, шла непосредственно на снабжение армий.
Необходимость обеспечения государственной промышленности сырьём и транспортными структурами заставила лидеров региональных группировок взяться за решение и этих проблем. Такие крупные сановники, как Ли Хунчжан и Чжан Чжидун стали инициаторами создания смешанных казённо-частных предприятий вне военной промышленности. Благодаря опеке Ли Хунчжана набрала силу «Китайская коммерческая пароходная компания», получившая специальные льготы и привилегии. Для её снабжения топливом при поддержке Ли Хунчжана в 1877—1878 годах была организована «Кайпинская угольная компания», ставшая впоследствии крупнейшим угольным предприятием Китая. Затем эта компания построила железную дорогу от Кайпина до Дагу.
После того, как гражданская часть казённой промышленности оказалась связанной с рынком, выявилась низкая эффективность казённого управления. В результате возникли две системы управления государственно-частными предприятиями: «контроль чиновников, предпринимательство торговцев» и «совместное предпринимательство чиновников и торговцев».
Для нужд политики самоусиления нужно было готовить специальные кадры, и с 1862 по 1898 годы было основано 17 учебных заведений нового типа. С помощью миссионеров осуществлялся перевод на китайский язык иностранных книг по естественным и общественным наукам. С 1870-х годов в Шанхае и Гуанчжоу начали издаваться первые иностранные, а затем и китайские частные газеты.

### Противодействие
Политика самоусиления вызывала ненависть и страх у традиционалистски настроенной массы населения. За «усвоение заморских дел» выступали, как правило, чиновники, шэньши и крупные землевладельцы, получавшие прямые выгоды и доходы от контактов с Западом и частичных реформ. Те же из них, кто таких выгод не имел и понёс прямые убытки после «открытия» Китая, стали опорой движения контрреформ. Позиции сторонников старины был особенно сильны в Центральном Китае, где провинция Хунань понесла наибольший ущерб от перемещения торговых путей и центра внешней торговли из Гуанчжоу в Шанхай.
Для борьбы с нововведениями ультраконсервативное крыло бюрократии и шэньши с 1870-х годов воспользовались системой яньлу («дорога суждений»), которая разрешала чиновникам с первого по четвёртый классы включительно направлять свои меморандумы непосредственно на имя императора. В 1870-х и начале 1880-х годов эту практику широко применяли представители движения цинъи («чистого мнения»). Выступая против строительства железных дорог, телеграфа и современных школ, они требовали прекращения дипломатических сношений с «заморскими варварами» и максимально допустимого возврата к «доопиумному» традиционному состоянию Китая. К «чистому мнению» весьма прислушивались и правящие верхи, в том числе реакционная маньчжурская аристократия. Сторонники движения считали, что «западная наука» есть лишь заимствование и последующее развитие открытий, в своё время сделанных в Китае. Они выступали против «варварских ремёсел», против преподавания точных наук, против приглашения в Китай преподавателей из Европы и против посылки китайских студентов на учёбу в «варварские страны». С порога отметались и любые изменения в бюрократической системе империи.
Вдовствующая императрица Цыси, стремясь уравновесить влияние сторон, разжигала борьбу между ними, укрепляя тем самым собственную власть. Однако до 1881 года планам Цыси активно противодействовала вдовствующая императрица Цыань, сторонница реформации. До середины 1860-х годов Цыси умело использовала «чистое мнение» для ослабления лидеров «самоусиления», среди которых был самый опасный для неё претендент на руководящую роль — великий князь Гун.

### Закат политики реформ
Помимо противодействия традиционалистов, политика реформ страдала и от её непосредственных участников. Нанятые иностранные инструкторы (на флоте — в основном англичане, в сухопутных войсках — в основном немцы) помогали дельцам своих стран сбывать в Китае устаревшее и негодное вооружение и боеприпасы. Входя в сговор с коррумпированными чиновниками они беззастенчиво обкрадывали казну, во многом ослабляя обороноспособность страны, которой служили.
В начале 1880-х годов обострилась ситуация в Корее и Вьетнаме. Понимая неизбежность войны с Японией из-за Кореи, а также возможность конфликта с Францией из-за Вьетнама, Ли Хунчжан ускорил перевооружение сухопутных и морских сил. В 1883 году началось создание большого военно-морского флота, стоимость программы составляла 30 миллионов лянов. Однако после того, как в Великобритании и Германии было закуплено более 20 кораблей, остальные средства Цыси пустила на строительство своего загородного дворца Ихэюань.
В 1884 году началась без формального объявления Франко-китайская война. В марте-апреле французам удалось захватить Бакнинь, который обороняли гуансийские войска. Этим поражением Цыси мгновенно воспользовалась для разгрома группировки великого князя Гуна: последний был объявлен виновником неудач, и вместе со своими сторонниками удалён из правительственных сфер. Резко возросло влияние противников нововведений.
Поражение страны в войне вызвало мощное патриотическое движение, в частности, активизировав движение цинъи. Сторонники конфуцианского консерватизма в 1884 году обрушили к подножию трона буквально лавину меморандумов, докладов и записок с критикой политики «усвоения заморских дел» и деятельности правительства. Почувствовав опасность с другой стороны, Цыси снова нанесла упреждающий удар: в январе 1885 года она официально отменила практику яньлу, а доктрину цинъи подвергла осуждению. В результате Цыси ослабила как сторонников нововведений, так и контрреформаторов, укрепив свою личную власть.
Окончательным крахом политики самоусиления стала японо-китайская война 1894—1895 годов. Несмотря на частичную модернизацию казённого сектора экономики и оборонного потенциала правящая маньчжурская династия оказалась неспособной защитить страну от внешней агрессии и отстоять национальные интересы Китая.

## Итоги и последствия
Политика самоусиления была куцым и однобоким реформаторством, однако принесла и положительные вещи. В наследство от «усвоения заморских дел» остались военная и гражданская фабричная промышленность, первые железные дороги, новые суда и телеграф, частично модернизированные вооружённые силы, новые специальные учебные заведения, знакомство с достижениями западной общественно-политической мысли. Всё это явилось базой для перехода к новому этапу реформирования цинского общества.